# Carl Edwards
Carl Edwards (Columbia, Missouri, 15 de Agosto de 1979) é um piloto de automobilismo estadunidense aposentado que correu na NASCAR.
Competiu na NASCAR Cup Series entre 2004 e 2016, obtendo 28 vitórias e 124 top 5 em 445 corridas, destacando-se as 600 Milhas de Charlotte 2015 e as Southern 500 de Darlington de 2015 e suas quatro vitórias em Bristol e Texas. Foi vice-campeão do campeonato em 2008 e 2011, terceiro em 2005 e quarto em 2010 e 2016. Dirigiu um Ford da equipe Roush Fenway desde sua estreia em 2004 até 2014, e logo, um Toyota do Joe Gibbs em 2015 e 2016.
Edwards costumou festejar suas vitórias dando um salto mortal para atrás desde o teto de seu automóvel, um estilo de celebração que tomou do piloto de automóveis sprint Tyler Walker.

## Carreira Desportiva

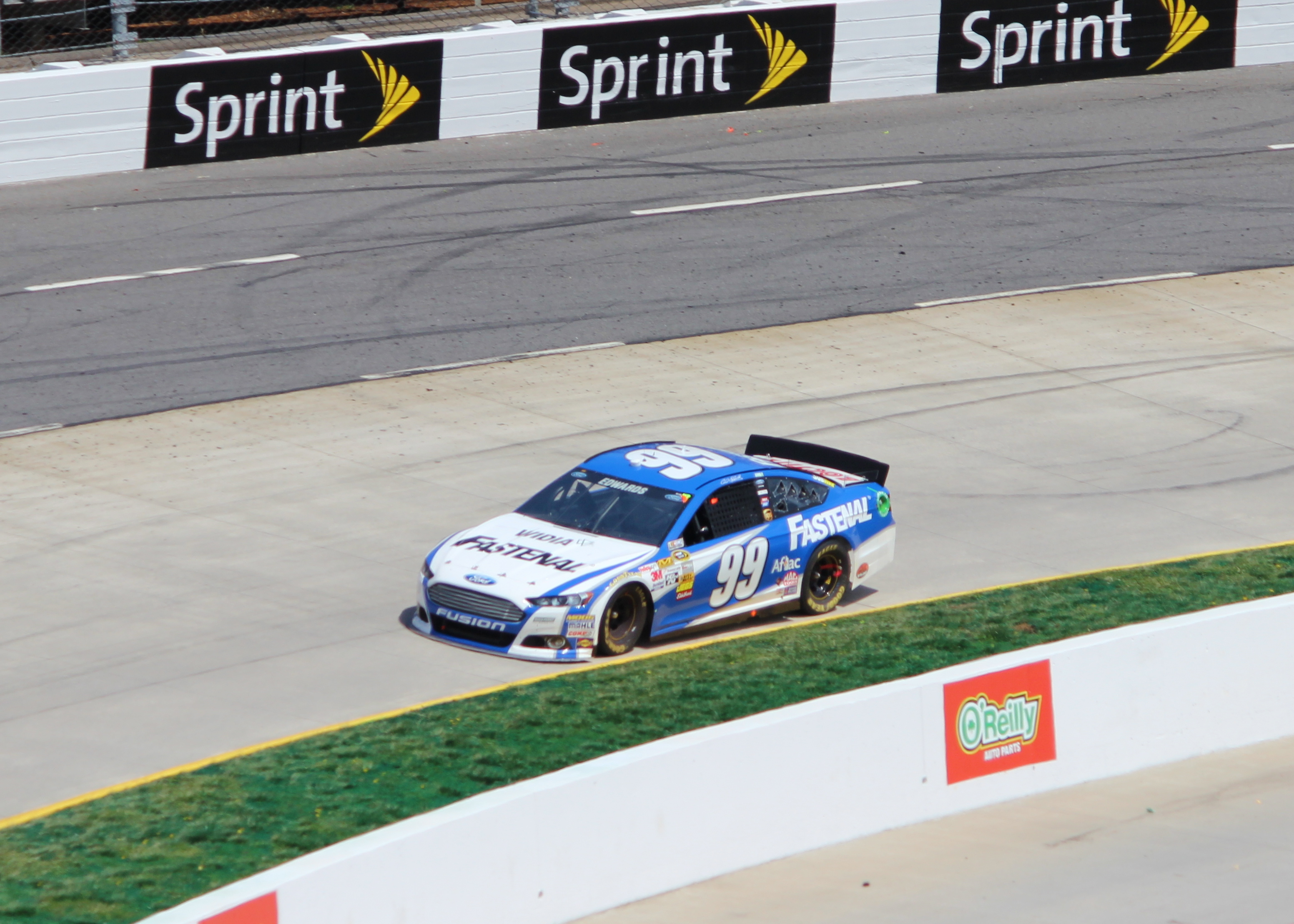
Carro de Carl Edwards na NASCAR Cup Series em 2013.

Carl Edwards estreou na NASCAR em sete provas com um Ford da equipe pequena chamada MB Motorsports na Craftsman Truck Series em 2002. Conseguiu uma oitava posicão em Kansas, sendo o primeiro top 10 da equipe.
O piloto impressionou Jack Roush que o contratou para pilotar uma temporada inteira pela sua equipe no ano seguinte na Truck Series. Venceu três provas e obteve 13 top 5, terminando em 8° no campeonato. Repetiu o mesmo número de vitórias no ano seguinte, mas terminando melhor, em 4°.
Nesse mesmo ano de 2004 participou de treze provas pela NASCAR Cup Series substituindo Jeff Burton no carro #99. Obteve um terceiro lugar e cinco top 10.
Para 2005 Edwards ganhou a chance de disputar a temporada inteira pela Busch Series e pela NASCAR Cup Series com a equipe Roush. Sua primeira vitória pela "segunda divisão" da NASCAR ocorreu no Atlanta Motor Speedway. Já pela Nextel Cup venceu pela primeira vez 1 dia após sua vitória pela Busch no mesmo circuito de Atlanta tornando-se o primeiro piloto a vencer duas vezes em Atlanta no mesmo fim de semana e também o primeiro a conquistar a primeira vitória nas duas categorias no mesmo fim de semana.
Carl Edwards mostrou muita força ao vencer mais 3 provas pela Nextel Cup em 2005 classificando facilmente para os playoffs e lutando pelo título até a última prova concluindo com um total de 13 chegadas entre os primeiros cinco lugares e ficando com a terceira posição do campeonato, atrás do seu companheiro Greg Biffle e Tony Stewart. No ano seguinte, Edward não obteve nenhuma vitória e não classificou-se aos playoffs, ficando decimo segundo no campeonato da NASCAR Cup com 10 top 5.
Em 2008 fez uma belíssima temporada pela NASCAR Cup Series, vencendo 9 corridas em Auto Club, Las Vegas, Texas, Pocono, Michigan, Bristol, Atlanta, Texas 2 e a final em Homestead, mas apesar da temporada brilhante Edwards acabou sucumbindo diante de Jimmie Johnson que fez uma campanha nos playoffs mais consistente. Foi o primeiro vice campeonato para o missuriano.
Edwards só obteve sete top 5 na temporada de 2009, ficando 11º nos playoffs. No ano seguinte, venceu em dois corridas e chegou nove vezes entre os primeiros cinco, concluindo quarto no campeonato.
Nesses dois anos, Edwards manteve uma forte rivalidade com Brad Keselowski. Na Aaron's 499 de Talladega 2009, Edwards vinha empurrado por Brad Keselowski nos últimos metros da corrida. No entanto, Edwards fechou a Keselowski e este último se manteve em sua linha para não baixar da dupla linha amarela do ovalo. Ambos autos entraram em contato fazendo que Edwards perdesse o controle e depois foi impactado por Ryan Newman, fazendo que seu carro voar até impactar para as grades de proteção. Oito espectadores lesionaram-se, mas o piloto ficou intacto e trotou até a linha da meta.
No ano seguinte, numa corrida em Atlanta pela NASCAR Cup, Edwards tocou deliberadamente Keselowski, fazendo este último voar e acertar o muro com o teto do seu automóvel; Edwards foi desclassificado da corrida por esse acidente. Logo, numa corrida em Gateway (desta vez pela NASCAR Nationwide), os dois pilotos lutaram pela vitória; na última volta Keselowski tocou Edwards, no entanto não perderam o controle do seus automóveis. Mas, saindo da última curva, Edwards tocou Keselowski, fazendo que ele perde o controle, enquanto Edwards ganhou a corrida (apesar que depois da corrida perdeu 60 pontos no campeonato da NASCAR Nationwide como punição).
Em 2011, Carl Edwards obteve só uma vitória em Las Vegas no campeonato da NASCAR Cup Series. Mas, conseguiu 19 top 5 e terminou empatado em pontos com Tony Stewart, no entanto nos critérios de desempate, como Tony tinha 5 vitórias e Carl apenas uma, Tony foi declarado campeão daquele ano e Carl Edwards ficou com o vice mais uma vez. Edwards não pôde obter bons resultados em 2012, não conseguindo vitórias e ficando 15º no campeonato com três top 5, sem classificar aos playoffs.
Edwards voltou aos playoffs em 2013, conseguindo dois vitórias e nove top 5 na temporada, ficando 13º no campeonato. No ano seguinte, obteve dois vitórias e dois top 5, concluindo nono no campeonato, chegando até a terceira ronda dos playoffs.
Em 2015, Carl Edwards saiu da equipe de Jack Roush por onde correu em toda sua carreira até então, e se mudou para a Joe Gibbs Racing, em um novo quarto carro, o Toyota número 19, e conseguiu vitórias nas 600 Milhas de Charlotte e a Southern 500 e sete top 5 no seu ano inicial pela nova equipe. Foi eliminado na terceira ronda dos playoffs, concluindo quinto no campeonato.
Em 2016, Carl Edwards conseguiu 3 vitórias, 2 de forma consecutiva, em Richmond (Toyota Owners 400), Bristol (Food City 500) e no Texas (AAA 500), Edwards conseguiu chegar ao championship 4, junto com Kyle Busch, Jimmie Johnson e Joey Logano, Carl se manteve mais do que a metade da prova na frente dos outros pilotos que estavam brigando pelo título, com 10 voltas para o final foi acionada uma bandeira amarela, na relargada se envolveu num acidente com Joey Logano e bateu forte no muro, dando adeus ao título. Ficou em quarto no campeonato com um total de 3 vitórias e nove chegadas entre os cinco primeiros.
No dia 11 de Janeiro de 2017 Carl Edwards anunciou a sua aposentadoria do esporte.
Desde 2005 até 2012, Edwards somou 38 vitórias e 130 top 5 na NASCAR Xfinity Series. Foi campeão da categoria em 2007, vice-campeão em 2006, 2008, 2009 e 2010, e terceiro em 2005. No entanto, em 2011 um novo regulamento evitava que os pilotos pontuar nos três campeonatos nacionais da NASCAR, só podiam somar pontos num. Apesar de somar pontos na NASCAR Cup Series, Edwards obteve oito vitórias e 23 top 5 nesse ano na Nationwide Series, mais que nenhum outro piloto, ajudando Roush Fenway ganhar o campeonato de proprietários.
Edwards ganhou o Prelude to the Dream 2007, uma corrida disputada no ovalo de terra de Eldora Speedway para ajudar organizações de caridade. Em 2008 e 2010, representou a Estados Unidos na Corrida dos Campeões; na edição 2008 venceu Jaime Alguersuari e Michael Schumacher, no entanto foi eliminado em semifinais por David Coulthard. Em 2009 disputou a corrida de Montreal da Grand-Am Rolex Sports Car Séries num Dallara-Ford da equipe Doran, mas não pôde largar ao chocar durante as voltas prévias.

## Principais Vitórias

### NASCAR -Sprint Cup
- 2005 - Golden Corral 500 (Atlanta), Pocono 500 (Pocono), Bass Pro Shops MBNA 500 (Atlanta) e AAA Texas 500 (Texas)
- 2007 - Citizens Bank 400 (Michigan), Sharpie 500 (Bristol) e Dodge Dealers 400 (Dover)
- 2008 - Auto Club 500 (Fontana), UAW-Dodge 400 (Las Vegas), Samsung 500 (Texas), Pennsylvania 500 (Pocono), 3M Performance 400 (Michigan), Sharpie 500 (Bristol), Kobalt Tools 500 (Atlanta), AAA Texas 500 (Texas) e Ford 400 (Homestead-Miami)
- 2010 - Kobalt Tools 500 (Phoenix) (Phoenix) e Ford 400 (Homestead-Miami)
- 2011 - Kobalt Tools 400 (Las Vegas)
- 2013 - Subway Fresh Fit 500 (Phoenix) e Federated Auto Parts 400 (Richmond)
- 2014 - Food City 500 (Bristol) e Toyota/Save Mart 350 (Sonoma)
- 2015 - Coca-Cola 600 (Charlotte) e Bojangle's Southern 500 (Darlington)
- 2016- Toyota Owners 400 (Richmond), Food City 500 (Bristol) e AAA 500 (Texas)

### NASCAR -Xfinity Series
- 2005 - Atlanta, Richmond, Kentucky, Fontana e Phoenix
- 2006 - Charlotte, Nashville, New Hampshire e Gateway
- 2007 - Bristol, Nashville (x2) e Dover
- 2008 - Milwaukee, Gateway, Michigan, Richmond, Memphis, Phoenix e Homestead-Miami
- 2009 - Milwaukee, Indianapolis Raceway Park, Montreal, Richmond e Phoenix
- 2010 - Road America, Gateway, Texas e Phoenix
- 2011 - Texas, Nashville (x2), Dover (x2), Michigan, Atlanta e Charlotte
- 2012 - Watkins Glen

### NASCAR -Camping World Truck Series
- 2003 - Kentucky, Indianapolis Raceway Park, Nashville
- 2004 - Daytona, Kansas, Bristol